# Vicia chaetocalyx
Vicia chaetocalyx är en ärtväxtart som beskrevs av Philip Barker Webb och Sabin Berthelot. Vicia chaetocalyx ingår i släktet vickrar, och familjen ärtväxter. Inga underarter finns listade i Catalogue of Life.